# Plotutils
Plotutils  (GNU plotting utilities) は二次元のベクトル形式の画像を生成し、様々な画像形式で出力するためのライブラリである。

## 概要
plotutils はGNUプロジェクトの一つとして開発が進められており、GPL にしたがった利用、再配布が認められている。自由な対話的プロットソフトウェアとして知られている gnuplot は利用するためのライセンスが GPL とは非互換であり、GPL のものを利用したい場合には plotutils が候補となる。
plotutils はGNU PSPP や UMLgraph で利用されており、GNU Scientific Library の開発チームも上述の理由からその利用を推奨している。また debian をはじめとする主要なLinuxディストリビューションやcygwinにもパッケージとして含まれている。C および C++ の言語バインディングが用意されており、ライブラリに加えて単独でデータをプロットするプログラム、画像形式を変換するプログラム、スプライン補間を行うプログラム、常微分方程式系を数値的に解くプログラムもパッケージに含まれている。なお GUI を備えたプログラムは含まれていない。

## 機能

### サポートする出力形式
- X Window System
- SVG
- PNG
- PNM
- 疑似GIF（LZWの代わりにランレングス圧縮を使っている）
- WebCGM
- Adobe Illustrator
- PostScript
- PCL (en)
- HP-GL
- xfig

### コマンドライン・プログラム
- GNU graph（リアルタイムでデータを二次元プロットする）
- GNU plot（GNU Metafile 形式の画像データを他の形式に変換する）
- GNU tek2plot（Tektronix 形式の画像データを他の画像形式に変換する）
- GNU pic2plot（pic言語 の画像データを他の画像形式に変換する）
- GNU plotfont（サポートされている各画像形式で利用可能なフォントのキャラクタ・マップを表示する）
- GNU spline（データのスプライン補間を行う）
- GNU ode（一つあるいは複数の常微分方程式からなる系を数値積分する）

## 開発の経緯
古くは Unix に備わっていたプロット・ユーティリティから派生したプログラムがいくつかあった。ベル研究所からリリースされた Unix には最初から graph とプロット・フィルタが搭載されていた。また Unix の version 7 からは `graph'、`plot'、`spline' と `libplot' が標準で搭載されていた。`libplot' は当時は、出力機器に依存する機能がいくつかあった。最初にサポートされた出力機器は Tektronix の 611 ストレージ・スコープであった。1980 年以降、サポートされる機器は非常に増えた。
1989 年に `graph'、`plot'、`tek2plot'、`spline' とそれぞれの付属文書の最初の GNU 版がリリースされた。リチャード・ストールマンはその開発続行を指示し、1991 年には `GNU graphics' という名前でリリースされた。
1995 年に、`libplot' の機種依存性を解消し、`graph' をリアルタイム・フィルタとしてスクラッチから実装し直してリリースされた。